# كوكينتاينا
بلدية قشطانية أو  كُكِنتَينة أو (نقحرة: كوكينتاينا) (بالإسبانية: Cocentaina)‏, هي بلدية تقع في مقاطعة لقنت. جنوب شرق إسبانيا. يبلغ عدد سكانها 10.657 نسمة.

## أعلام
- ديفيد بيلدا
- ناتشو إنسا
- رافائيل فالس

## وصلات خارجية
- (بالإسبانية)